# Chauvetia crassior
Chauvetia crassior is een slakkensoort uit de familie van de Buccinidae. De wetenschappelijke naam van de soort is voor het eerst geldig gepubliceerd in 1932 door Odhner.